# Spannberg
Spannberg ist eine Marktgemeinde mit 983 Einwohnern (Stand 1. Jänner 2024) im Bezirk Gänserndorf in Niederösterreich, im Weinviertel.

## Geografie
Spannberg liegt im Weinviertel in Niederösterreich in einer Meereshöhe von etwa 200 Metern. Die Fläche der Marktgemeinde umfasst zwanzig Quadratkilometer, mehr als zwei Drittel der Fläche werden landwirtschaftlich genutzt, zwanzig Prozent sind bewaldet.

### Gemeindegliederung
Es gibt nur die Katastralgemeinde Spannberg.
- NÖ. Kommunalstrukturverbesserung: Die Eingemeindung von Velm-Götzendorf nach Spannberg am 1. Jänner 1972 wurde mit 1. Jänner 1990 wieder rückgängig gemacht.

### Nachbargemeinden
| Sulz             | Zistersdorf                                 |                 |
|                  | Kompassrose, die auf Nachbargemeinden zeigt | Velm-Götzendorf |
| Hohenruppersdorf |                                             | Ebenthal        |

## Geschichte
Die erste urkundliche Erwähnung stammt aus dem Jahr 1205, wo Poppo de Spangenberg als Zeuge genannt wird. Im Jahr 1233 wurde der erste Geistliche nach Spannberg entsandt. Da in einer Urkunde des Jahres 1262 ein Dechant aufscheint, dürfte Spannberg schon länger eine Pfarre gewesen sein. Die Burg der Spannberger wird 1277 in einem Schriftstück beschrieben. Die Burgmauer hatte eine Länge von 700 Metern und umschloss den Hausberg und den Kirchenberg.
Erstmals schriftlich erwähnt wird eine Pfarrkirche 1325. Im Jahr 1369 war sie im Besitz des niederösterreichischen Adelsgeschlechtes der Clementer, 1391 schenkte Hans Clementer das Patronatsrecht dem Deutschen Orden.
Die Bedeutung des Ortes zeigt sich in der Markterhebung im Jahr 1370.
Es folgten schwere Zeiten für Spannberg: Im Jahr 1400 wurde die Burg zerstört und nicht wieder aufgebaut, 1526 überrannten die Türken den Ort und in der ersten Hälfte des 17. Jahrhunderts war Spannberg immer wieder in den Dreißigjährigen Krieg verstrickt. 1705 und 1721 plünderten die Kuruzen den Ort und im 19. Jahrhundert gab es mehrfache Ausbrüche der Cholera.

### Einwohnerentwicklung
| Spannberg: Einwohnerzahlen von 1869 bis 2024 | Spannberg: Einwohnerzahlen von 1869 bis 2024 | Spannberg: Einwohnerzahlen von 1869 bis 2024 | Spannberg: Einwohnerzahlen von 1869 bis 2024 | Spannberg: Einwohnerzahlen von 1869 bis 2024 |
| -------------------------------------------- | -------------------------------------------- | -------------------------------------------- | -------------------------------------------- | -------------------------------------------- |
| Jahr                                         |                                              |                                              |                                              | Einwohner                                    |
| 1869                                         | 1869                                         |                                              | 978                                          | 978                                          |
| 1880                                         | 1880                                         |                                              | 1.135                                        | 1.135                                        |
| 1890                                         | 1890                                         |                                              | 1.277                                        | 1.277                                        |
| 1900                                         | 1900                                         |                                              | 1.292                                        | 1.292                                        |
| 1910                                         | 1910                                         |                                              | 1.287                                        | 1.287                                        |
| 1923                                         | 1923                                         |                                              | 1.199                                        | 1.199                                        |
| 1934                                         | 1934                                         |                                              | 1.166                                        | 1.166                                        |
| 1939                                         | 1939                                         |                                              | 1.111                                        | 1.111                                        |
| 1951                                         | 1951                                         |                                              | 1.001                                        | 1.001                                        |
| 1961                                         | 1961                                         |                                              | 860                                          | 860                                          |
| 1971                                         | 1971                                         |                                              | 842                                          | 842                                          |
| 1981                                         | 1981                                         |                                              | 818                                          | 818                                          |
| 1991                                         | 1991                                         |                                              | 886                                          | 886                                          |
| 2001                                         | 2001                                         |                                              | 983                                          | 983                                          |
| 2011                                         | 2011                                         |                                              | 903                                          | 903                                          |
| 2021                                         | 2021                                         |                                              | 993                                          | 993                                          |
| 2024                                         | 2024                                         |                                              | 983                                          | 983                                          |
| Quelle(n): Statistik Austria                 |                                              |                                              |                                              |                                              |

## Kultur und Sehenswürdigkeiten

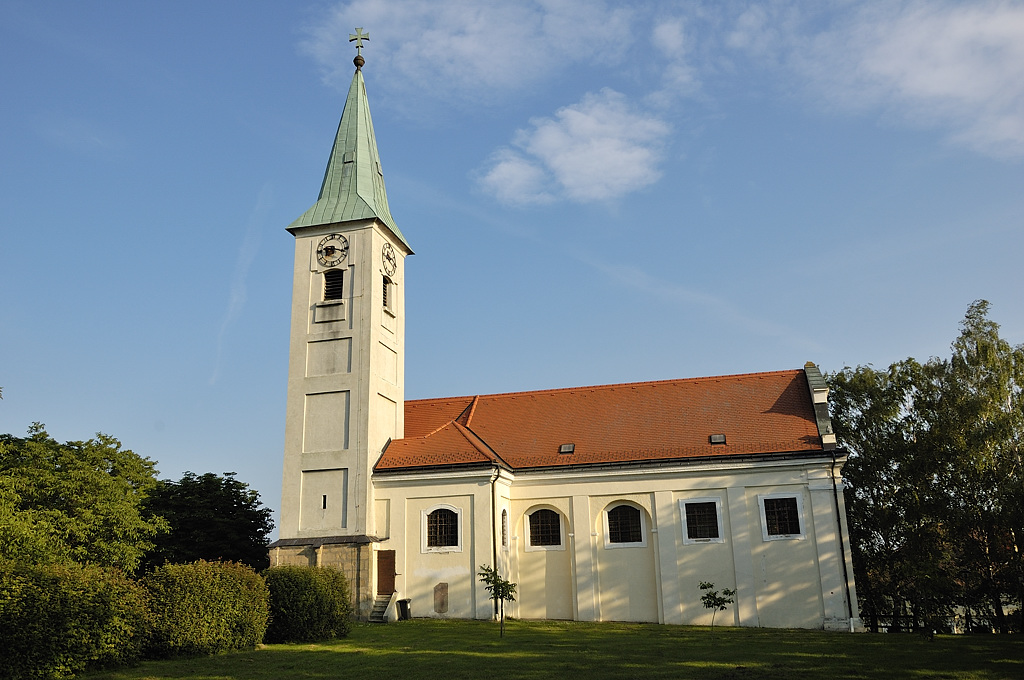
Pfarrkirche Spannberg

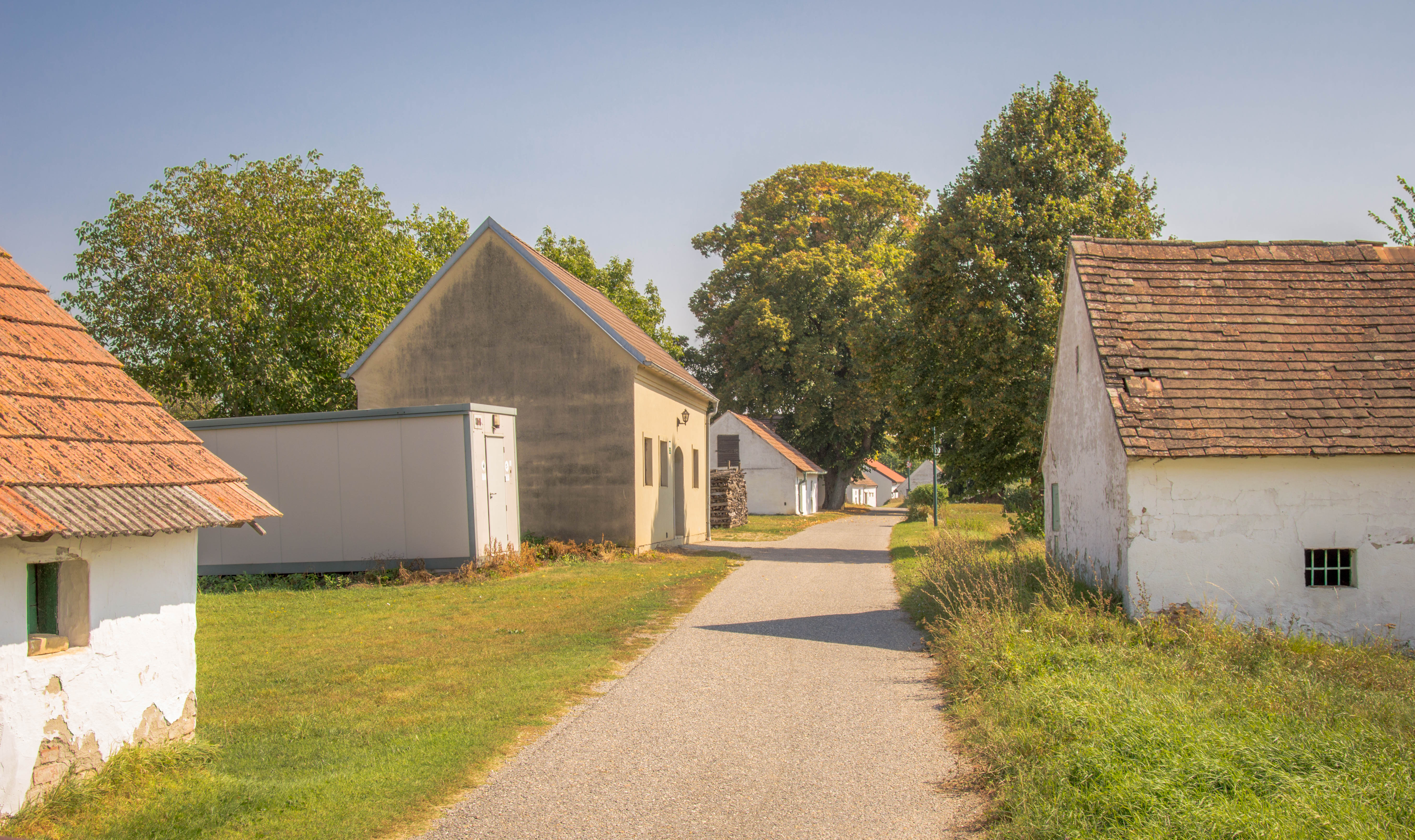
Kellergasse Am Quent

- Katholische Pfarrkirche Spannberg hl. Martin: Die im Kern mittelalterliche Kirche wurde barock umgestaltet.
- Sebastianskapelle
- Vituskapelle
- Kriegerkapelle

## Wirtschaft und Infrastruktur
Nichtlandwirtschaftliche Arbeitsstätten gab es im Jahr 2001 29, land- und forstwirtschaftliche Betriebe nach der Erhebung 1999 73. Die Zahl der Erwerbstätigen am Wohnort betrug nach der Volkszählung 2001 439. Die Erwerbsquote lag 2001 bei 45,57 Prozent.

### Wirtschaftssektoren
In den Jahren 1999 bis 2010 nahm die Anzahl der landwirtschaftlichen Betriebe um die Hälfte ab, die Anzahl der Erwerbstätigen im Dienstleistungssektor stieg stark an.
| Wirtschaftssektor            | Anzahl Betriebe | Anzahl Betriebe | Erwerbstätige | Erwerbstätige |
| Wirtschaftssektor            | 2011            | 2001            | 2011          | 2001          |
| ---------------------------- | --------------- | --------------- | ------------- | ------------- |
| Land- und Forstwirtschaft 1) | 36              | 73              | 18            | 30            |
| Produktion                   | 12              | 9               | 111           | 106           |
| Dienstleistung               | 36              | 20              | 134           | 46            |

1) Betriebe mit Fläche in den Jahren 2010 und 1999

### Arbeitsmarkt, Pendeln
Von den 448 Erwerbstätigen, die im Jahr 2011 in Spannberg wohnten, arbeiteten 98 in der Gemeinde, mehr als drei Viertel pendelten aus. Von den umliegenden Gemeinden kamen 165 Menschen zur Arbeit nach Spannberg.

## Politik

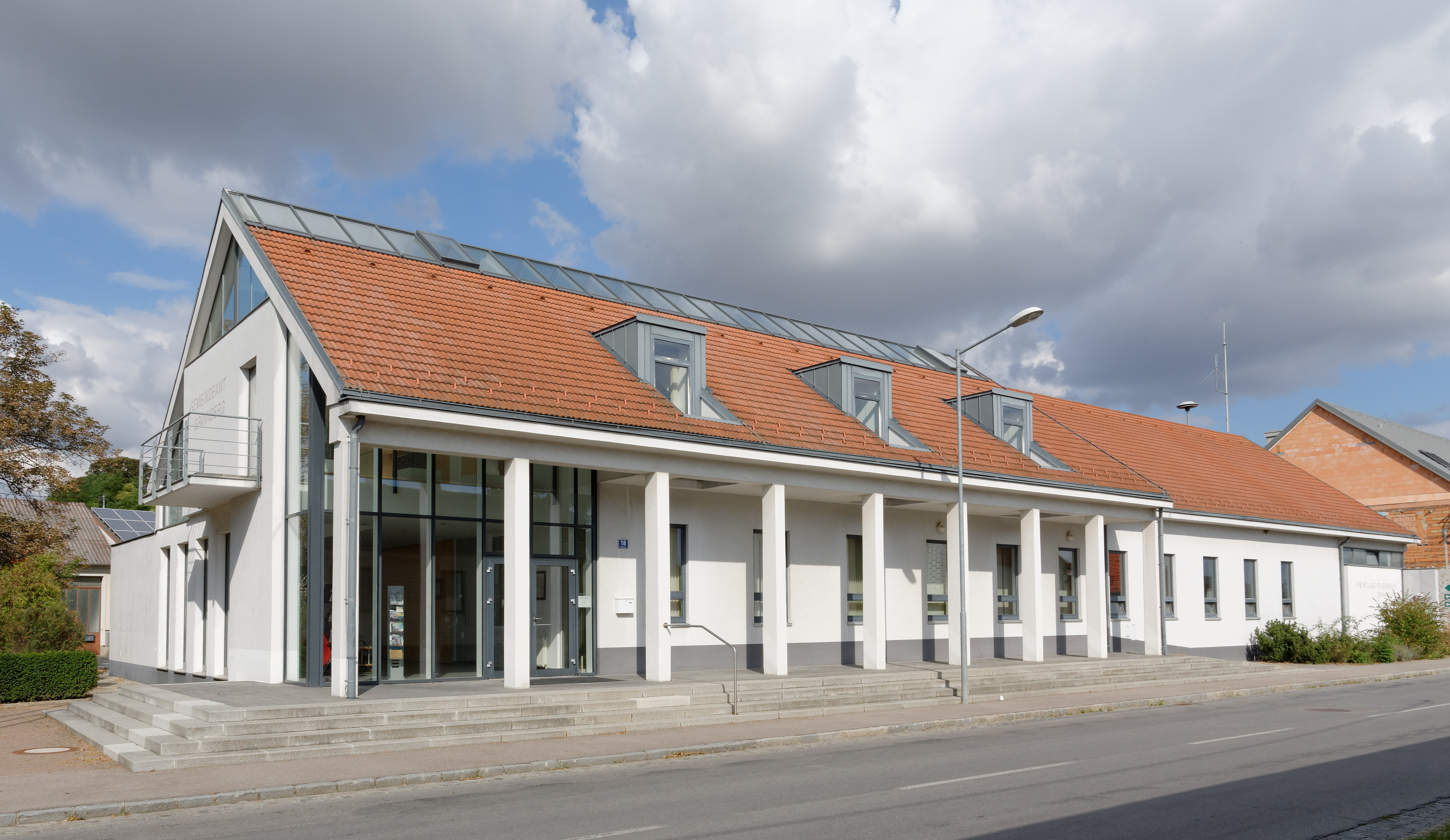
Gemeindeamt

### Gemeinderat
Der Gemeinderat hat 15 Mitglieder.
- Nach den Gemeinderatswahlen in Niederösterreich 1990 hatte der Gemeinderat folgende Verteilung: 8 ÖVP, 4 Sonstige und 3 SPÖ.
- Nach den Gemeinderatswahlen in Niederösterreich 1995 hatte der Gemeinderat folgende Verteilung: 11 ÖVP und 4 SPÖ.[7]
- Nach den Gemeinderatswahlen in Niederösterreich 2000 hatte der Gemeinderat folgende Verteilung: 11 ÖVP und 4 SPÖ.[8]
- Nach den Gemeinderatswahlen in Niederösterreich 2005 hatte der Gemeinderat folgende Verteilung: 11 ÖVP und 4 SPÖ.[9]
- Nach den Gemeinderatswahlen in Niederösterreich 2010 hatte der Gemeinderat folgende Verteilung: 15 ÖVP.[10]
- Nach den Gemeinderatswahlen in Niederösterreich 2015 hatte der Gemeinderat folgende Verteilung: 10 ÖVP und 5 STS–SPÖ & Team Spannberg.[11]
- Nach den Gemeinderatswahlen in Niederösterreich 2020 hatte der Gemeinderat folgende Verteilung: 10 ÖVP, 4 STS–SPÖ & Team Spannberg und 1 FPÖ.[12] Eine im Juni 2023 nachgerückte Gemeinderätin der ÖVP war nicht auf der Liste und musste im Jänner 2024 zurücktreten.[13]
- Nach den Gemeinderatswahlen in Niederösterreich 2025 hat der Gemeinderat folgende Verteilung: 8 ÖVP, 5 STS–SPÖ & Team Spannberg und 2 FPÖ.[14]

### Bürgermeister
- 1997–2025 Herbert Stipanitz (ÖVP)[15]
- seit 2025 Sandro Kaufmann (ÖVP)[16]

### Wappen
Blasonierung: Ein schräglinks geteilter Schild, oben in Gold ein schwarzes silberumrandetes schwebendes Tatzenkreuz, unten in Rot ebenfalls schwebend, eine kreuztragende goldene Krone.
Die Farben der Marktfahne sind „Gelb – Rot“.
Das Kreuz zeigt die seit dem 13. Jahrhundert andauernde Zugehörigkeit der Pfarre zum Deutschen Orden. Die Krone symbolisiert den Kronhof und weist auf die Eigenverwaltung als landesfürstliches Lehen hin.

## Öffentliche Einrichtungen
In Spannberg befindet sich eine Volksschule.

## Persönlichkeiten
- Wilhelm Seib (1854–1924), Bildhauer, lebte von 1914 bis 1924 in Spannberg